# Mary Hanna
Mary Hanna, née le 1er décembre 1954, est une cavalière australienne. Elle a représenté l'Australie à six Jeux Olympiques dans la discipline équestre du dressage (Atlanta 1996 avec Mosaic, Sydney 2000 et Athènes 2004 avec Limbo, Londres 2012 avec Sancette, Rio 2016 avec Boogie Woogie et Tokyo 2020 avec Calanta).

## Biographie
Hanna Sutherland nait le 1er décembre 1954 à Melbourne, en Australie. Elle fréquente la Macarthur State School à Victoria avant d'aller au Presbyterian Ladies' College (en) à Melbourne. Elle est titulaire d'un Bachelor of Arts. Son mari est Rob Hanna, chef d'équipe d'Equestrian Australia.

## Carrière équestre
Hanna est une compétitrice de dressage équestre. Elle a été entraînée par Kyra Kyrklund et Clemens Dierks. En 2023 elle est entraînée par Patrik Kittel.
Hanna a participé aux Jeux olympiques d'été de 1996, 2000, 2004, 2012, 2016 et 2020,, En 1996, elle termine vingt-quatrième dans l'épreuve individuelle. En 2000, elle termine trente-quatrième dans l'épreuve individuelle et sixième dans l'épreuve par équipe. En 2004, elle termine trente-neuvième dans l'épreuve individuelle. En 2012, elle a terminé quarante-troisième dans l'épreuve individuelle et neuvième dans l'épreuve par équipe. Elle a été la dernière concurrente australienne à se qualifier pour les Jeux olympiques d'été de 2012,  ; elle est la concurrente la plus âgée lors de ces jeux où elle monte Sancette,.
Hanna terminé troisième lors du Grand Prix CDI3 2011 organisé à Biarritz. Elle termine septième lors du Grand Prix CDI3 2012 organisé à Compiègne. Elle termine douzième lors du Grand Prix CDI4 2012 organisé à Hambourg. Elle termine dix-neuvième au Grand Prix CDI3 2012 organisé à Mannheim. Elle termine septième lors du Grand Prix CDI3 2012 organisé à Vidauban.
Elle se qualifie pour la finale de dressage de la Coupe du monde FEI 2014 à Lyon où elle termine quinzième. Aux Jeux équestres mondiaux de 2014 organisés en Normandie, Hanna termine dizième en dressage par équipe et vingt-neuvième en dressage individuel.
En 2016, Hanna se qualifie de nouveau pour la finale de la Coupe du monde à Göteborg, en Suède, où elle termine quinzième. Plus tard cette année-là, elle participe aux Jeux olympiques d'été de 2016 à Rio de Janeiro ; elle se classe neuvième en équipe et trente-neuvième dans les compétitions individuelles de dressage. À 61 ans, elle devient l'athlète australienne la plus âgée à avoir jamais participé aux Jeux olympiques, surpassant son compatriote équestre Bill Roycroft.